# إلمر إي. كيركباتريك
إلمر إي. كيركباتريك (بالإنجليزية: Elmer E. Kirkpatrick) هو مهندس أمريكي، ولد في 17 أغسطس 1905 في يوكون في الولايات المتحدة، وتوفي في 26 مارس 1990 في جاكسونفيل في الولايات المتحدة.